# Howard J. Brewington
Howard J. Brewington (...) è un astronomo e astrofilo statunitense.
Howard J. Brewington è un astrofilo che è diventato astronomo: lavora presso lo Sloan Digital Sky Survey condotto dall'Apache Point Observatory in Nuovo Messico (Usa). Ha scoperto o coscoperto cinque comete: C/1989 W1 Aarseth-Brewington, 97P/Metcalf-Brewington, C/1991 Y1 Zanotta-Brewington, 154P/Brewington e la C/1996 N1 Brewington.
Gli è stato dedicato un asteroide, 5799 Brewington